# Led Zeppelin Remasters
1992. február 21-én jelent meg a Led Zeppelin Led Zeppelin Remasters című 3 CD-s válogatásalbuma. A 3. lemezen az 1990-ben megjelent Profiled című interjúalbum kapott helyet.

## Az album dalai

### 1. lemez
1. "Communication Breakdown"
2. "Babe I'm Gonna Leave You"
3. "Good Times Bad Times"
4. "Dazed and Confused"
5. "Whole Lotta Love"
6. "Heartbreaker"
7. "Ramble On"
8. "Immigrant Song"
9. "Celebration Day"
10. "Since I've Been Loving You"
11. "Black Dog"
12. "Rock and Roll"
13. "The Battle of Evermore"
14. "Misty Mountain Hop"
15. "Stairway to Heaven"

### 2. lemez
1. "The Song Remains the Same"
2. "The Rain Song"
3. "D'yer Mak'er"
4. "No Quarter"
5. "Houses of the Holy"
6. "Kashmir" ( részlet)
7. "Trampled Under Foot"
8. "Nobody’s Fault But Mine"
9. "Achilles Last Stand"
10. "All My Love"
11. "In the Evening"

### 3. lemez
A 3. lemez Profiled címmel is megjelent, az 1990-es Led Zeppelin Boxed Set után nem sokkal.
1. "Led Zeppelin Profile"
Részletek az albumon hallható interjúkból, valamint a zenekar dalaiból.
2-8. "Station Liners"
Jimmy Page által rögzített rövid bevezetők a rádióban felvett műsorokhoz (Például: „I'm Jimmy Page, and I'm ready to rock”).
9-20. "Interview: Jimmy Page"
21-32. "Interview: Robert Plant"
33-43. "Interview: John Paul Jones"

### A dalok az eredeti albumokon
- Led Zeppelin:

1. CD/1-4.
- Led Zeppelin II:

1. CD/5-7.
- Led Zeppelin III:

1. CD/8-10.
- Led Zeppelin IV:

1. CD/11-15.
- Houses of the Holy:

2. CD/1-4.
- Physical Graffiti:

2. CD/5-7.
- Presence:

2. CD/8-9.
- In Through the Out Door:

2. CD/10-11.

## Közreműködők
Lásd az eredeti albumoknál.